# Robert Wolke
Pour les articles homonymes, voir Wolke.
Robert L. Wolke, né le 2 avril 1928 à New York et mort le 29 août 2021 à  Pittsburgh, est un chimiste américain. Il est professeur émérite de chimie à l'Université de Pittsburgh et auteur de livres de vulgarisation scientifique.

## Ouvrages
- Ce qu'Einstein disait à son coiffeur. Des réponses scientifiques aux questions de tous les jours, traduit de l'américain par Julien F. Ramonet, éditions Dunod, 2005, 280 pp. Présentation en ligne
- Ce qu'Einstein n'a jamais dit à son tailleur. De nouvelles réponses scientifiques aux mystères de la vie quotidienne, éditions Dunod, 2007, 288 pp. Présentation en ligne
- Ce qu'Einstein aurait pu dire à sa cuisinière : Quelques réponses sucrées à des questions salées... avec recettes, éditions Dunod, 2008, 199 pp. Présentation en ligne
- Tout ce qu'Einstein n'a jamais dit : La Compil !, compilation de Ce qu'Einstein disait à son coiffeur, Ce qu'Einstein n'a jamais dit à son tailleur et Ce qu'Einstein aurait pu dire à sa cuisinière, éditions Dunod, 2010, 768 pp. Présentation en ligne